# Carlo Tristano di Montholon
Carlo di Montholon, conte di Lee (21 luglio 1783 – Parigi, 23 agosto 1853), è stato un nobile e generale francese.
Discendente d'antica famiglia borgognona, figlio di un colonnello del reggimento di dragoni Penthiève, fu a sua volta colonnello e poi generale dell'esercito francese, ambasciatore di Napoleone I, compagno d'esilio di quest'ultimo all'isola di Sant'Elena e suo erede, deputato dell'impero sotto Napoleone III.

## Biografia

### Da semplice cadetto ad ambasciatore
Il padre morì quando lui aveva appena cinque anni e la madre si risposò, dopo due anni di vedovanza, con Charles-Louis Huguet de Sémonville, personaggio molto discusso che divenne presto persona assai influente. Durante il periodo anteriore all'esecuzione di Luigi XVI fu suo incaricato ed intermediario fra il re e Mirabeau, poi ambasciatore della Repubblica francese, referendario della camera dei Pari di Francia sotto tre re, senatore dell'Impero e poi confermato nella carica da Luigi XVIII nella Restaurazione. 
Sémonville adottò con il matrimonio i quattro figli della sua sposa, fra i quali Carlo Tristano. Questi ebbe anche la fortuna di essere molto ben visto da Ugo Bernardo Maret, compagno di prigionia in Austria del padre adottivo e futuro segretario di Stato di Napoleone Bonaparte. Carlo conobbe quest'ultimo in Corsica, allorché solo decenne si trovò costretto colà con la famiglia poiché Sémonville, nominato ambasciatore a Costantinopoli dalla Repubblica rivoluzionaria, dovette sostarvi a lungo durante il viaggio di andata; la famiglia Sémonville ebbe occasione di frequentare quella dei Buonaparte. 
Nel 1798 Carlo Tristano entrò nell'esercito sotto il comando del generale Augerau. Divenne cognato del generale francese Joubert, avendo questi sposato la sorella, Zefirina di Montholon, che peraltro rimase poco dopo vedova per la morte di Joubert nella battaglia di Novi Ligure. Due anni dopo Zefirina sposò il generale MacDonald. Tutto ciò favorì la carriera militare di Montholon: grazie a questi legami riuscì ad entrare nello stato maggiore del generale Berthier.
Ad Eckmühl fu ferito mentre caricava alla testa della cavalleria del Württemberg. Nominato colonnello sul campo di battaglia, comandò la guardia della marina durante la rivolta madrilena, impadronendosi dell'arsenale, ultimo baluardo degli insorti. Dopo Wagram Napoleone lo fece conte dell'Impero. Sempre grazie all'appoggio di Maret, divenuto nel frattempo duca di Bassano e ministro degli Affari esteri, gli fu affidata l'ambasciata francese nel Granducato di Würzburg, il cui Granduca Ferdinando era fratello dell'imperatore d'Austria e quindi zio di Maria Luisa d'Asburgo-Lorena, seconda moglie di Napoleone. Tuttavia, nel frattempo, Carlo Tristano si era innamorato, corrisposto, di Albina de Vassal, appartenente alla piccola nobiltà di provincia, cugina dell'ex console Cambacérès, sposatasi a 16 anni, divorziata e risposata con un banchiere ginevrino, tal barone Roger, dal quale aveva avuto già un figlio. Abbandonato il tetto coniugale, Albine era andata a convivere con Carlo Tristano dal quale aveva avuto nel 1810 il figlio Tristano. Divorziata nuovamente Albine, Carlo Tristano tentò di sposarla ma Napoleone negò la sua autorizzazione per il turbolento passato sentimentale della donna, non conforme, secondo l'imperatore, alla dignità della consorte di un ambasciatore di Francia. Carlo Tristano non si perse d'animo e, quando Napoleone passò da Würzburg con la Grande Armée diretta in Russia, riuscì con uno stratagemma a carpirgli il consenso. Ma Napoleone fu informato della cosa mentre era a Mosca ed andò su tutte le furie per essere stato ingannato, ordinando l'immediata sospensione dal servizio di Carlo Tristano.

### Con Napoleone I a Sant'Elena
Riuscì ad evitare di partecipare alle campagne del 1813 ma non a quella di Francia: nominato comandante militare del dipartimento della Loira, combatté gli austriaci nel lionese senza brillare particolarmente. Riuscì però ad impadronirsi della cassa del reggimento, che si fece consegnare regolarmente dall'ufficiale pagatore e che finì nelle sue tasche, anziché in quelle dei legittimi destinatari. 
Durante la prima Restaurazione riuscì a convincere i nuovi capi che i suoi meriti non erano stati riconosciuti durante l'impero a causa di giudizi e calunnie ingiuste diffuse artatamente contro di lui: la manovra gli andò bene ed ottenne il grado di Maresciallo di campo e fu nominato Cavaliere di San Luigi.
Durante i Cento Giorni tornò con Napoleone ma senza compiere atti degni di nota. Inspiegabilmente chiese ed ottenne di far parte, con la sua famiglia, dei fedelissimi che accompagnarono l'ex imperatore all'esilio sull'isola di Sant'Elena.
A Sant'Elena visse una vita tormentata. La moglie partorì due figli a Sant'Elena: il 18 giugno 1816 una bimba, che fu battezzata con il nome di Napoleone e della quale l'ex imperatore fu padrino, e diciotto mesi dopo un'altra figlia, Joséphine, nella quale i rivali di Carlo Tristano crederono di vedere un'incontrovertibile somiglianza con il Bonaparte. All'inizio del 1819 Napoleone, nell'estremo tentativo di scatenare in Europa un movimento d'opinione per la sua liberazione, chiese ai Montholon di poter utilizzare a questo scopo Albina come messaggero. La moglie di Carlo Tristano, con i tre figli, partì dunque per l'Europa lasciando il marito con l'imperatore. Il tentativo fallì ed all'inizio del 1820 la salute del Bonaparte cominciò a peggiorare sensibilmente. Qualche settimana prima della morte, l'ex imperatore riscrisse il suo testamento, nominando Carlo Tristano suo esecutore testamentario, insieme a Bertrand ed al cameriere Marchand, e beneficiario della metà del patrimonio rimastogli a disposizione: un deposito di oltre 4 milioni di franchi presso il banchiere parigino Laffitte.
Nel 1823 diede alle stampe i Dettati di Sant'Elena; tra il 1822 e il 1827 invece pubblicò, assieme al generale Gaspard Gourgaud, otto volumi intitolati Memorie per la storia di Francia sotto Napoleone, scritte a Sant'Elena dai generali che hanno condiviso la sua cattività .

### Affarista e bonapartista
Rientrato in Francia, Carlo Tristano dovette sostenere una lunga battaglia legale per vedersi riconoscere il legato testamentario di Napoleone, riuscendo nell'intento solo nel 1826. Tuttavia, grazie alla generosità del padre adottivo, Sémonville, ed a quella dell'amico Maret, la famiglia Montholon visse con sfarzo ed agiatezza. Carlo Tristano si lanciò quindi in affari finanziari con esiti piuttosto deludenti e coinvolse in questi anche il patrimonio della moglie Albina che venne dichiarata fallita dal Tribunale del Commercio nel 1829. L'unione fra i due si incrinò ed Albina si separò da Carlo Tristano, riavvicinandosi al primo figlio, avuto dal barone Roger durante il suo secondo matrimonio. Nel 1831 un'altra disgrazia colpì la famiglia: il figlio Tristano, primo nato dall'unione ancora non matrimoniale fra Carlo Tristano ed Albina, morì in Algeria.
Carlo Tristano nel frattempo aveva attivamente partecipato alle iniziative bonapartiste, mantenendo i contatti sia con Ortensia di Beauharnais, figlia di primo letto dell'ex imperatrice Giuseppina e consorte del fratello dell'imperatore Luigi, sia con i fratelli di Napoleone, Luciano e Girolamo. Rifugiatosi a Berna per sfuggire ai creditori, rientrò successivamente in Francia grazie ad un accordo con questi, che rinunciarono all'azione penale, e riprese sia le sue attività finanziarie di dubbia onestà sia quelle di bonapartista, attivo sostenitore del principe Luigi-Napoleone (il futuro Napoleone III). Al ritorno dall'esilio negli Stati Uniti d'America di quest'ultimo, nel 1839, Carlo Tristano si fece suo attivo propagandista. Intanto s'era unito ad un'altra giovane donna, un'inglese, Caroline Jane O'Hara, che si faceva chiamare contessa di Lee. 
La sua attiva propaganda bonapartista gli precluse la partecipazione alla spedizione governativa all'isola di Sant'Elena per il recupero delle ceneri dell'imperatore, partecipazione che invece il governo francese chiese ai suoi ex colleghi-rivali Bertrand e Gourgaud, oltre che al figlio di Las Cases e ad alcuni ex domestici di Napoleone. Assieme a Luigi Napoleone e ad alcuni suoi accoliti, sbarcò il 4 agosto 1840 a Boulogne cercando di sollevare contro il governo la guarnigione locale, senza successo: il risultato fu l'arresto sia di Luigi Napoleone sia di Carlo Tristano. Questi venne condannato a 20 anni di carcere, che avrebbe dovuto scontare nella fortezza di Ham, mentre a Luigi Napoleone venne comminato il carcere a vita, da scontarsi nel medesimo luogo.

### Il carcere e la fine
Spronato dall'illustre compagno di carcere, Carlo Tristano si mise a scrivere le sue memorie sul periodo di permanenza a Sant'Elena a fianco di Napoleone, attingendo abbondantemente dagli scritti di altri, tra i quali quelli di Las Cases, e arricchendoli di episodi e commenti inventati allo scopo di porsi in luce. Dopo l'evasione dal carcere di Luigi Napoleone, nel 1846, le autorità francesi non ritennero che valesse più la pena mantenere in vinculis l'ormai sessantatreenne ex generale, e lo misero in libertà. Carlo Tristano si ritirò a Saint-Germain-en-Laye con l'amica O'Hara ed il figlio da questa avuto durante la cattività a Ham. Nel 1848 la moglie Albina morì e Carlo Tristano poté finalmente sposare la sua amica. Ma non lasciò l'attività politica. Dopo la rivoluzione del 1848 si presentò candidato alle elezioni politiche e fu eletto deputato per il dipartimento della Charente inferiore. Sostenne quindi pubblicamente la candidatura di Luigi Napoleone a Presidente della Repubblica ma dal successo di quest'ultimo non ricavò alcun beneficio in termini di incarichi pubblici.

## Il presunto coinvolgimento nell'avvelenamento di Napoleone
Quando gli studi scientifici di fine secolo XX rivelarono che con buone probabilità Napoleone era stato lentamente e gradualmente avvelenato, i sospetti caddero su Montholon, che godeva della fiducia dell'illustre recluso e che era il tenutario delle cantine, nelle quali veniva fatto uso di arsenico per cercare di eliminare i topi che infestavano l'isola. Gli studiosi su questo si dividono in colpevolisti ed innocentisti. I primi avanzano le ipotesi di quattro possibili moventi.
- Un movente personale: la gelosia verso l'imperatore essendo questi divenuto amante della moglie Albina, fatto che i compagni di Montholon, che lo detestavano, non si facevano scrupolo di rimarcare e il risentimento per aver dovuto separarsi dalla moglie e dai figli quando rientrarono in Francia per assolvere una missione voluta da Napoleone (e poi fallita). I difensori di Montholon ribattono che Albina Montholon non era insensibile alla corte che le faceva un giovane ufficiale inglese della guarnigione (cosa questa notata e rimarcata dai soliti “amici” di Montholon) che, guarda caso, lasciò l'isola con lei circa due anni prima del decesso di Napoleone. Inoltre, sempre secondo i difensori, Montholon non aveva le cognizioni sufficienti per somministrare dosi idonee ad un avvelenamento graduale.

- Un movente venale: l'eredità. Tuttavia, osservano i sostenitori dell'innocenza di Montholon, Napoleone modificò il proprio testamento in favore di Carlo Tristano solo poche settimane prima della sua morte, quando ormai gli effetti della eventuale somministrazione graduale del veleno si erano manifestati con la debilitazione pressoché totale del prigioniero ed il tempismo con cui si svolsero gli eventi (avvelenamento sufficientemente lento da permettere all'imperatore, quasi in extremis, la decisione di nominare principale erede Carlo Tristano) ha più del casuale che del premeditato.
- Due moventi “politici”:
  - Montholon agì su disposizione del futuro re di Francia, Carlo X, desideroso di sbarazzarsi definitivamente di un rivale che, finché rimaneva vivo, avrebbe costituito una minaccia per la monarchia borbonica. Ribattono i difensori di Carlo Tristano che è molto improbabile che il re si compromettesse con un legame così poco dignitoso con un personaggio discusso quale era il Montholon non avendo alcun motivo di preoccuparsi, visto che alla sorveglianza dell'ex imperatore provvedeva già così bene Sua Maestà Britannica, i cui interessi nel caso in specie coincidevano perfettamente con i suoi.
  - Montholon agì su disposizione del governo inglese che cominciava a rimpiangere gli eccessivi costi di custodia dell'illustre prigioniero. A questo ribattono i difensori del Montholon sostenendo che il governo inglese conosceva già al momento della decisione del luogo d'esilio i costi che avrebbe dovuto sostenere e che questi non erano poi così elevati tenendo conto che la marina britannica avrebbe dovuto comunque mantenere a Sant'Elena una solida guarnigione militare, per evitare che dell'isola si impadronisse qualche paese ostile (Stati Uniti d'America, ad esempio, i rapporti con i quali in quei tempi erano tutt'altro che idilliaci) per farne una propria base nell'Atlantico meridionale.

Sostengono infine i difensori del Montholon, che la sua presunta azione di avvelenatore di Napoleone contrasta con il suo comportamento prima e dopo l'esilio. Non esiste infatti spiegazione plausibile della strana decisione del Montholon di relegare se stesso e famiglia in quella prigione a cielo aperto che era l'isola di Sant'Elena, salvo che una devozione totale all'ex dominatore dell'Europa, possibile anche in un personaggio moralmente discutibile (ma privo delle caratteristiche dell'assassino) come il Montholon, tesi che troverebbe conferma nel comportamento di acceso bonapartista, tenuto da Carlo Tristano per tutto il resto della sua vita, spingendosi fino a rischiare (e poi patire) la galera per questo ideale.
Va infine ricordato che non esiste alcuna prova plausibile (documenti d'archivio, lettere attendibili, etc.) sulla colpevolezza del Montholon e che le accuse si basano solo su congetture ed indizi rilevabili in parte dalla corrispondenza fra il Montholon e la moglie durante gli ultimi due anni di esilio che, sostengono i difensori, contiene frasi ambigue non facilmente interpretabili come una prova di colpevolezza, data la particolarità della situazione fra i due, separati a lungo dall'oceano.
Se quindi sussistono ancora dei dubbi sull'effettivo, procurato avvelenamento di Napoleone, maggiori ancora sono quelli sull'identità dell'esecutore materiale.